# Будаева, Эржена Хышиктуевна
Эржена Хышиктуевна Будаева (бур.  Будаева Хэшэгтын Эржэн; 2 мая 1962, Улюнхан, Курумканский район, Бурятская АССР — 6 мая 2013, Улан-Удэ, Республика Бурятия, Россия) — российский общественный деятель. Инвалид первой группы.

## Биография
Будаева Эржена родилась 2 мая 1962 года в селе Улюнхан, где жили её родители — Хышикто Раднаевич Будаев, заслуженный деятель науки Бурятской АССР, заведующий лабораторией лесоразведения и лесовосстановления Бурятского филиала АН СССР, и Зинаида Уновна Будаева, преподаватель английского языка.
В 1979 года Эржена окончила школу № 25 Улан-Удэ и поступила на историческое отделение историко-филологического факультета Бурятского государственного педагогического института имени Доржи Банзарова.
В 1982 году стала инвалидом первой группы, вследствие тяжелой травмы. И, тем не менее, в 1984 году окончила институт с отличием.
Затем, все последующие годы, вплоть до ухода Эржены из жизни, стали периодами бурной общественной деятельности, которую она организовывала.

### Хроника главных добрых дел Эржены
В 1988 году было основано республиканское общество инвалидов-опорников, в советское время существовали только общества глухих и слепых;
1988 год — начало формирования безбарьерной среды в Улан-Удэ;
1990 год — рождение сына Алдара;
1992—1999 годы — создание и успешная работа в ассоциации молодых инвалидов-колясочников «Преодоление»;
8 июня 1999 года — регистрация новой общественной организации «Региональный общественный фонд по созданию безбарьерной среды и строительству дома для инвалидов-колясочников»;
1992 год — первая поездка Эржены в штат Орегон по российско-американскому межинвалидному обмену;
1992 год — инициировано начало строительства специализированного дома для инвалидов-колясочников;
1994 год — участие в международном турнире по сидячему волейболу в Улан-Баторе;
1996 год — участие в международном фестивале инвалидного творчества скандинавских стран;
1995—1999 годы — работа депутатом городского Совета Улан-Удэ;
1999 год — создание и возглавление Регионального общественного фонда инвалидов-колясочников «Общество без барьеров» (работала в нём вплоть до сентября 2012 года);
2002 год — стажировка во Франции, изучение транспортного обслуживания инвалидов в Европейском Союзе;
2003—2005 годы — обучение в магистратуре Сиракузского университета, оконченное по специальности «Государственное и общественное администрирование»;
2005 год — начало проекта инклюзивного образования в Бурятии;
2006 год — сдача в эксплуатацию первой очереди специализированного дома для колясочников;
2008 год — участие в конференции Евросоюза «Образование для всех» в Вене;
2008 год — участие в международной конференции по инклюзивному образованию в Лондоне;
2011 год — встреча выпускников Фонда Форда в Чиангмае;
1 сентября 2012 года — исполнительный директор Бурятского регионального отделения Российского Благотворительного фонда «Нет алкоголизму и наркомании»;
2012 год — член комиссии по правам человека при Президенте Республики Бурятия и член комиссии по делам несовершеннолетних;
6 мая 2013 года — безвременный уход из жизни.
Все годы общественной работы Эржены посильную помощь ей оказывало министерство социальной защиты населения и администрация Улан-Удэ.
30 августа 2013 года на сессии Улан-Удэнского городского Совета депутатов Будаевой Эржене Хышиктуевне посмертно присвоено звание «Почетный гражданин города Улан-Удэ» за значительный вклад в развитие городского округа Улан-Удэ и большие заслуги в общественной и благотворительной деятельности.